# That Means a Lot
That Means a Lot è un brano scritto dalla coppia Lennon-McCartney, registrato dai Beatles per l'album Help! e per l'omonimo film. Venne però scartato e la loro versione è stata pubblicata ufficialmente solo nell'Anthology 2.

## Il brano
L'autore principale del brano era Paul McCartney, anche se John Lennon si è ricordato di un suo contributo. Il brano venne registrato in due differenti occasioni: una il 20 febbraio 1965, ed un'altra il 30 marzo dello stesso anno. La prima volta iniziarono facendo quattro prove, poi incisero la base ritmica, con Paul che cantava e che suonava il pianoforte, Harrison e Lennon ai cori e alle chitarre, rispettivamente solista e ritmica, e Ringo alla batteria. Dopo sovraincisero nuovamente le chitarre ed eseguirono il raddoppio vocale. Il 30 marzo registrarono quattro nastri. I primi due di questi nastri erano molto diversi da tutte le altre versioni: non erano più nella tonalità del Mi maggiore, ma in Sol, ed avevano un andamento molto sul country rock. Le ultime due takes tornarono ad essere simili a quelle incise a febbraio. Il rifacimento non venne mai completato, ed è stato pubblicato solamente su bootlegs. La versione pubblicata sull'Anthology 2 era invece la prima take del 20 febbraio.
La canzone venne scartata sia dal film che dall'album Help!, scelta che ha sorpreso, dopo la pubblicazione; come spesso accadeva agli scarti dei Beatles, la canzone venne donata ad un altro artista, in questo caso P. J. Proby. Egli ne realizzò un singolo, che arrivò alla trentesima posizione nel Regno Unito .

## Formazione
- Paul McCartney: voce, pianoforte, basso elettrico
- John Lennon: cori, chitarra ritmica, maracas
- George Harrison: cori, chitarra solista, maracas
- Ringo Starr: batteria